# Ferrovia Fianarantsoa-Côte Est
La ferrovia Fianarantsoa-Côte Est (FCE) è una linea ferroviaria a scartamento metrico del Madagascar, che collega la città di Fianarantsoa, sita sugli altipiani centrali, a Manakara, porto marittimo sulla costa sud-orientale dell'isola.
La linea, lunga 163 km, è isolata dal resto della rete ferroviaria malgascia ed è gestita dalla Compagnie du chemin de fer Fianarantsoa-Côte Est.